# クリムゾン・ピーク
『クリムゾン・ピーク』（原題: Crimson Peak）は、ギレルモ・デル・トロ監督による2015年のゴシックホラー映画。

## ストーリー
20世紀初頭のニューヨーク州北西部のバッファロー。少女イーディスは実業家の父・カーターと2人で暮らしていた。イーディスには死者の魂と通じ合う力があり、母が死んだ日の夜、ベッドルームで母の幽霊から「クリムゾン・ピークに気をつけなさい」と警告を受ける。
時は経ち、大人になったイーディスは、周りの同じ年頃の娘たちがファッションや男性との付き合いに関心を持つ中、小説の執筆に夢中になっている。そんなイーディスのそばに居ようとするのは、社交界では異端児扱いされている、幼馴染で医者のアラン・マクマイケルであった。
ある日、カーターの会社にイギリスから準男爵の称号を持つトーマス・シャープという男が現れる。彼は自身の発明した粘土掘削機への投資を持ち掛けるが、カーターはトーマスに不信感を抱き投資を拒否した。しかし、イーディスは物腰柔らかく、自身の小説を褒める彼に次第に魅かれていく。カーターは情報屋のホーリーを雇いトーマスと彼の姉ルシールの身辺調査を依頼し、素性を知ったため2人に手切れ金を渡しイギリスに追い返す。しかし、イギリスに発つ日、カーターはクラブのバスルームで何者かに殺害されてしまう。イーディスらと遺体を見たアランは、独自に真相を調査し始める。
父を失った悲しみに沈むイーディスは、トーマスと結婚して遠く離れた彼の屋敷で暮らすことを選ぶ。屋敷では先に帰国していたルシールとも同居することになるが、イーディスは再び母の亡霊を見るようになり、さらに屋敷内のいたる所で幽霊を見るようになる。イーディスはトーマスに相談を持ち掛けるが、粘土掘削機の開発に没頭するトーマスは「気のせい」と言うばかりだった。さらに、トーマスは自分の土地が「クリムゾン・ピーク」と呼ばれていることを伝える。一方、アランはホーリーからシャープ姉弟の素性を聞かされ、イーディスを救うためイギリスに向かう。
幽霊を見るようになったイーディスは次第に体調を崩すようになるが、独自に屋敷を調査する内に、トーマスが複数の女性と結婚していたこと、屋敷の維持と粘土掘削機の開発のために婚約者たちの財産を奪い取った後に毒殺していたことを知る。毒を盛られていたイーディスは部屋に籠りがちになってしまう。ある日の夜、イーディスは殺害された婚約者の幽霊に導かれ最上階の部屋に向かうと、そこではトーマスとルシールが情事に耽っていた。秘密を知ったイーディスはルシールに殺されそうになるが、アランに助けられ治療を受ける。アランはルシールが実母殺しの前科があることを暴露するが、口封じのためにルシールとトーマスに刺されてしまう。
捕まったイーディスはカーターの遺産の譲渡を迫られ、その際にルシールが父を殺したことを知る。イーディスはルシールを刺し脱出するが、そこにトーマスが現れ、アランが生きていることを知らされる。トーマスはルシールにこれ以上の殺人を止めるように訴えるが、トーマスがイーディスを愛していることを知ったルシールにより殺されてしまう。嫉妬に憑りつかれたルシールはイーディスを殺そうとするが、イーディスを守ろうと現れたトーマスの幽霊に気を取られ、イーディスに殺される。イーディスはアランと共に屋敷を脱出し、自身の経験を基に『クリムゾン・ピーク』と題した小説を出版する。

## キャスト
※括弧内は日本語吹替
- イーディス・カッシング - ミア・ワシコウスカ（山村響）、幼少期のイーディス - ソフィア・ウェルズ

死者の魂と通じ合う力がある女性。母親は亡くなっている。作家を目指している。
- ルシール・シャープ - ジェシカ・チャステイン（甲斐田裕子）

トーマスの姉。
- トーマス・シャープ - トム・ヒドルストン（平川大輔）

準男爵の称号を持つ男。粘土掘削機の開発に没頭する。
- アラン・マクマイケル - チャーリー・ハナム（阪口周平）

イーディスの幼馴染。医者。カーターの主治医でもある。
- カーター・カッシング - ジム・ビーヴァー（仲野裕）

イーディスの父親。実業家。クラブのバスルームで何者かに殺害される。
- ホーリー - バーン・ゴーマン（遠藤大智）

情報屋。
- アランの母 - レスリー・ホープ（吉田陽子）
- 出版社の編集長 - ジョナサン・ハイド
- イーディスの母の幽霊、シャープ姉弟の母の幽霊 - ダグ・ジョーンズ
- マーガレットの幽霊、パメラの幽霊、エノーラの幽霊 - ハビエル・ボテット

## 製作

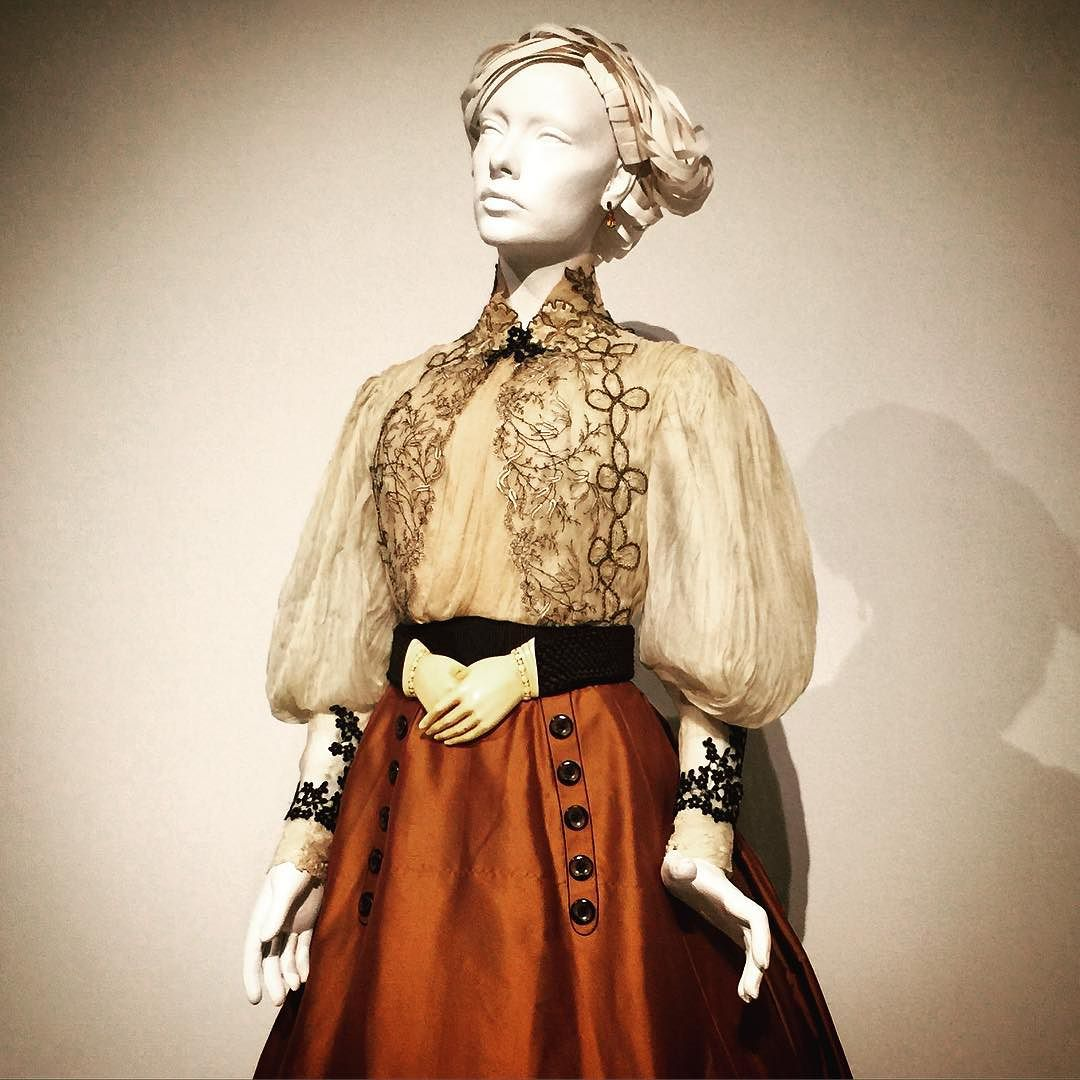
ミア・ワシコウスカの衣装

2006年の『パンズ・ラビリンス』公開後、ギレルモ・デル・トロとマシュー・ロビンスが共同でオリジナルの脚本の執筆を始めたが、『ヘルボーイ/ゴールデン・アーミー』の製作が始まり、本作の製作を受け入れるプロデューサーを見付けられず、本作の製作は延期された。しかし、『パシフィック・リム』の製作を通して、レジェンダリー・ピクチャーズのトーマス・タルとジョン・ジャッシニと良好な関係を構築し、次回作の脚本として本作と『狂気の山脈にて』『モンテ・クリスト伯』の3本をタルとジャッシニに送った。タルとジャッシニは「私たちにとってぴったりで最高の脚本だ」として本作の脚本を採用した。
デル・トロは本作を「古典的である一方、現代的でもある」と説明し、ロバート・ワイズの『たたり』、ジャック・クレイトンの『回転』を理想に、彼が鑑賞して育った『オーメン』『エクソシスト』『シャイニング』の伝統を取り入れた作品を目指した。脚本を修正するため、途中からイギリスの劇作家ルシンダ・コクソンが参加したが、クレジットには名前は記載されていない。主演にはベネディクト・カンバーバッチとエマ・ストーンがキャスティングされていたが、最終的に2人とも出演を見送り、代わって『オンリー・ラヴァーズ・レフト・アライヴ』のトム・ヒドルストンとミア・ワシコウスカが主演に選ばれた。2013年にはバーン・ゴーマンがカメオ出演することが決まった。この他、フェルナンド・ベラスケスが作曲を担当し、タル、ジャッシニ、カルム・グリーンがデル・トロと共に製作を担当した。
2014年2月10日から5月14日にかけて、カナダのパインウッド・トロント・スタジオで撮影が行われた。4月14日からはキングストンで撮影が行われ、4月28日からはハミルトンのクイーンストリート南で撮影が行われ、通りは20世紀初頭を再現するため土で覆われた。
製作当初のタイトルは「ホーンテッド・ピーク」の予定で、「クリムゾン・ピーク」はスタッフの間だけで使われていた。